# Локк, Винс
Винс Локк (англ. Vince Locke) — американский художник комиксов, более всего известный по работе над сериями «Deadworld» и «Оправданная жестокость», а также, как автор очень жёстких, даже шокирующих обложек для альбомов метал-группы «Cannibal Corpse».

## Биография
Родился 7 ноября 1966 года.
Локк начал свою карьеру с работы над зомби-хоррор серией «Deadworld», вскоре ставшей хитом среди андеграунд комиксов.
В дальнейшем, он работал над такими сериями, как: «The Sandman», «American Freak», «Бэтмен», «Witchcraft: Le Terreur», «Спектр». Также, Локк участвовал в создании серии «Оправданная жестокость», позже экранизированной режиссёром Дэвидом Кроненбергом (с Вигго Мортенсеном в главной роли). Ещё одной работой Локка, является история про Судью Дредда, опубликованная в антологии «2000 AD».
Большую известность Локку принесла работа над созданием шокирующих общественность обложек для альбомов метал-группы «Cannibal Corpse». Кроме этого, Локк иллюстрирует комиксы жанра тёмное фэнтези Кэтлин Кирнан в стиле Обри Бёрдслея: «Frog Toes and Tentacles» и «Tales from the Woeful Platypus» для ежемесячника «Sirenia Digest». Из последних проектов, стоит отметить иллюстрацию первого выпуска «Polluto: The Anti-Pop Culture Journal».
Локк известен также, как автор рисунков для ролевых игр компаний White Wolf Publishing и Wizards of the Coast. В пресс-релизе 6 мая 2012 года Локк анонсирован, как участник проекта по графической новеллизации оперной постановки "Lyraka".
Локк живёт вместе с женой и тремя сыновьями в Мичигане.

### Ролевые игры
Wizards of the Coast:
- Pool of Radiance: Attack on Myth Drannor (Forgotten Realms) (2000)
- Living Greyhawk Gazetteer[англ.] (2000)
- Wheel of Time Roleplaying Game (2001)
- Faiths and Pantheons[англ.] (Forgotten Realms) (2002)
- City of the Spider Queen[англ.] (Forgotten Realms) (2002)
- Underdark[англ.] (Forgotten Realms) (2003)
- Unapproachable East (Forgotten Realms) (2003)
- Races of Faerûn[англ.] (Forgotten Realms) (2003)
- Shining South (Forgotten Realms) (2004)
- Lost Empires of Faerûn[англ.] (Forgotten Realms) (2005)